# Wyatt, Missouri
Wyatt är en ort i Mississippi County i delstaten Missouri, USA.